# 조선왕조실톡
《조선왕조실톡》은 조선왕조실록의 기록을 모바일 메신저의 대화로 재해석한 웹툰이다. 무적핑크가 네이버 웹툰에서 연재하고 있다.

## 같이 보기
- 조선왕조실톡의 연재 목록[2]
- 박시백의 조선왕조실록 - 같은 문헌을 원전으로 하는 대한민국의 만화